# 西南鎮區 (北卡羅萊納州勒諾縣)
西南鎮區（英語：Southwest Township）是位於美國北卡羅萊納州勒諾縣的一個鎮區。

## 地方資料
西南鎮區的面積為49.46平方千米，皆為陸地。根據2020年美國人口普查的數據，當地共有人口1507人，而人口密度為每平方千米30.47人。